# Prinsessan Märtas väg

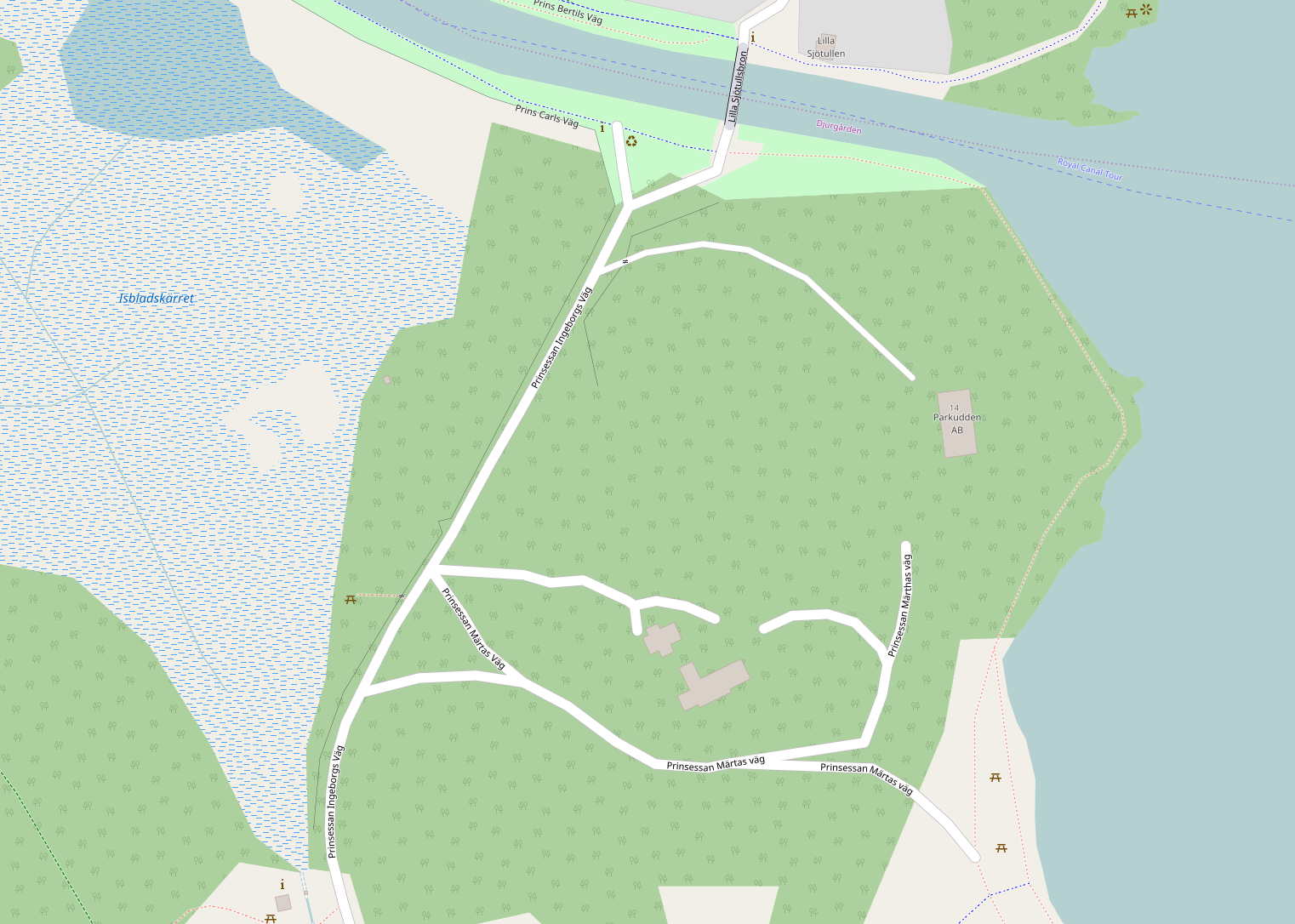
Karta över Prinsessan Märtas väg där även de närliggande promenadvägarna Prinsessan Ingeborgs och Prins Carls väg framkommer.

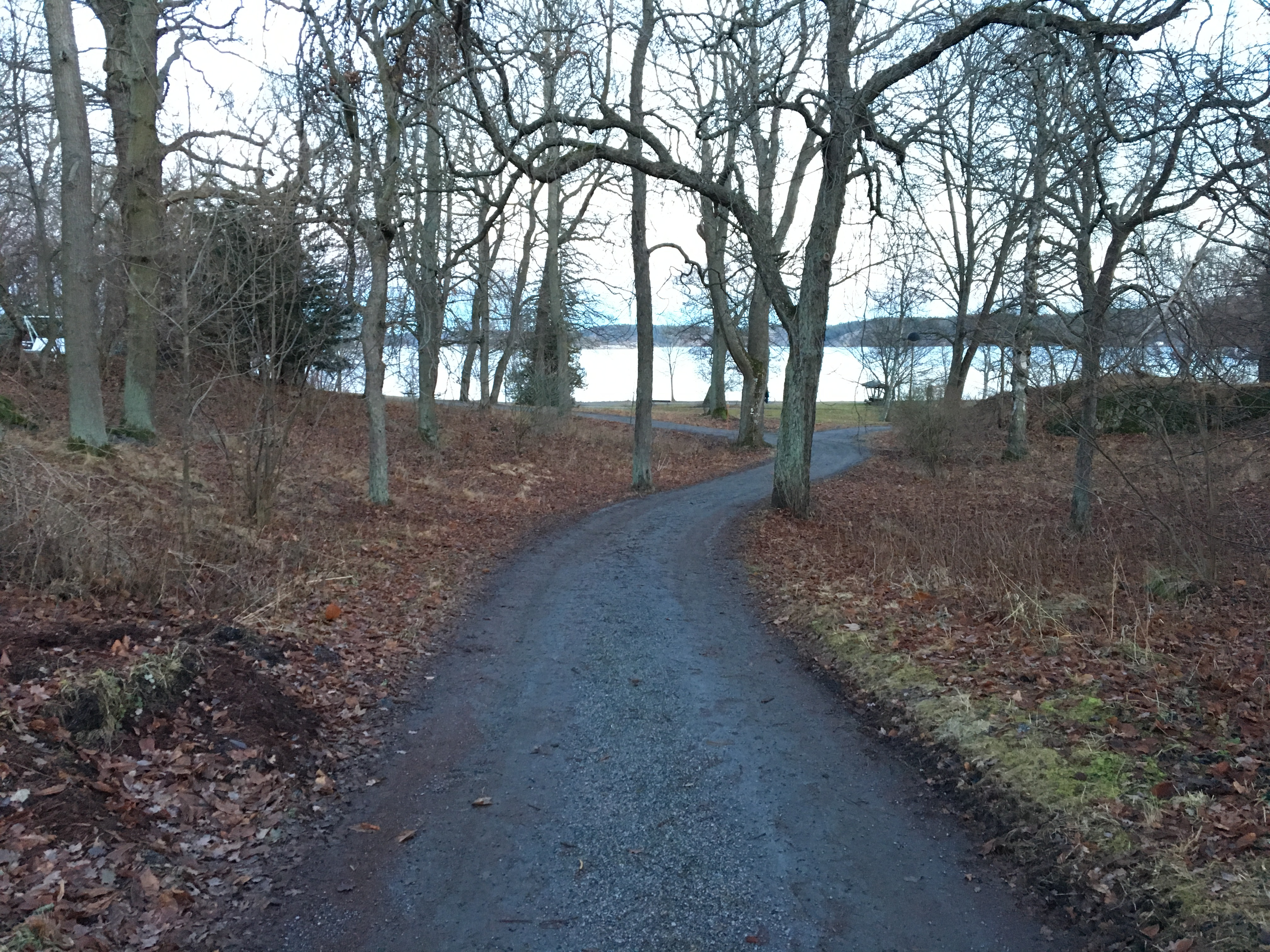
Prinsessan Märthas väg

Prinsessan Märtas väg är en mindre grusväg från Prinsessan Ingeborgs väg till Isbladsviken på Södra Djurgården. Den är uppkallad efter prinsessan Märtha av Sverige och vägen fick sitt namn 1954, samma år som hon dog. Innan dess var vägens namn Isbladsvägen eftersom den är en förbindelseväg mellan Isbladskärret och Isbladsviken.
Längs med Prinsessan Ingeborgs väg och Prinsessan Märtas väg finns det permanenta bostadshus och det är därmed bilvägar. Båda vägarna är också postadresser. 
Prinsessan Märtha föddes 1901 och blev kronprinsessa i Norge 1929. Stavningen av hennes namn förekommer både med och utan ”h”. Den mest vanliga stavningen är Märtha med ”h” och så återges namnet också officiellt av både det svenska och norska kungahuset .

## Promenadvägar i närheten
Prinsessan Ingeborg var Märthas mor och gift med prins Carl som också har en väg i närheten. Prins Carls väg är en promenadväg och går längs med Djurgårdsbrunnskanalen, från Lilla Sjötullen till Djurgårdsbrunnsbron.
Prinsessan Ingeborgs och Prins Carls väg förenas vid övergången från Lilla Sjötullsbron. Med Prinsessan Märthas väg inräknat blir detta en förening av skandinaviska band. Prinsessan Ingeborg var dansk prinsessa och hennes mor var Lovisa av Sverige.  
Samma år som Prinsessan Märtas väg fick sitt namn fick också Märthas kusin greve Folke Bernadotte en promenadväg uppkallad efter sig på Djurgården. Längs med Folke Bernadottes väg finns Minnesstenen Norges tack som kung Olav V av Norge, kronprinsessan Märthas gemål, överlämnade 1983 till  kung Carl XVI Gustaf 1983. 

## Sommarbostaden Parkudden

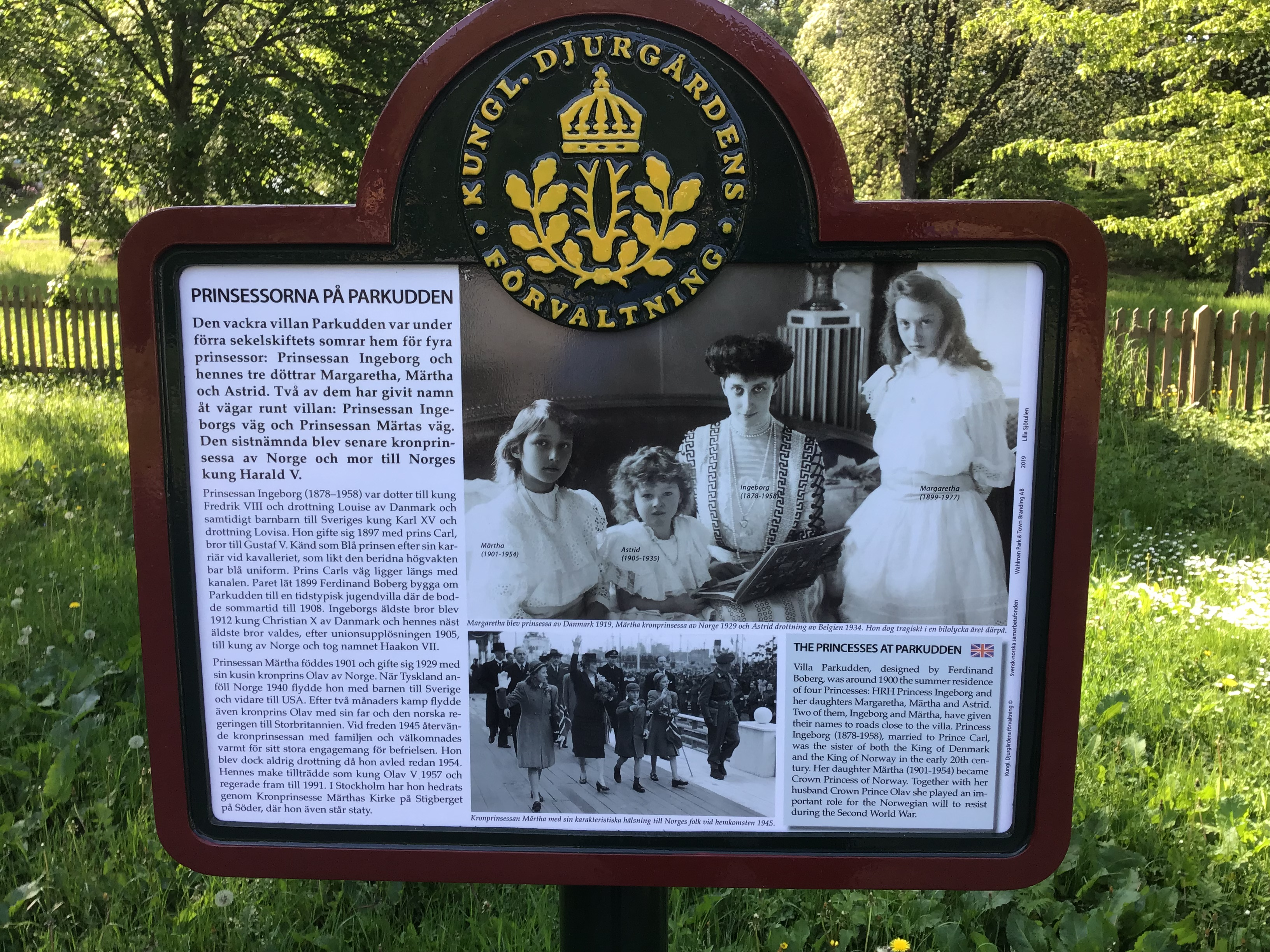
Skylt om Kronprinsessan Märtha vid Villa Parkudden.

I närhet av Prinsessan Märtas väg ligger Villa Parkudden, som var sommarbostad för prins Carl och prinsessan Ingeborg åren 1899–1908. Prinsessan Märtha tillbringade sina sju första somrar på Parkudden. Därefter flyttade familjen till Byströms villa på Djurgården.  
Utanför Villa Parkudden finns en skylt som berättar om kronprinsessan Märtha. Den invigdes den 17 maj 2019. Det skedde 90 år efter den första gången som kronprinsessan Märtha stod på Slottsbalkongen i Oslo och firade Norges nationaldag.  Skylten tillkom på initiativ av Svensk-norska samarbetsfonden.  

## Kronprinsessan Märtha som staty
I Stockholm finns även en staty över kronprinsessan Märtha. Den står utanför den norska kyrkan som bär hennes namn, Kronprinsesse Märthas kirke, som ligger vid Stigbergsgatan på Södermalm. En motsvarande staty över henne finns också utanför norska residenset i Washington D.C och i Slottsparken i Oslo. Kronprinsessan Märta är den enda svenska prinsessa som är hedrad med en staty i tre huvudstäder 